# داركو بانتشيف
داركو بانتشيف (بالمقدونية: Дарко Панчев)‏، من مواليد 7 سبتمبر 1965 في سكوبي في يوغوسلافيا، لاعب كرة قدم يوغوسلافي ومقدوني سابق.
حاز على جائزة الكرة الذهبية الأوروبية في عام 1991.
لعب مع منتخب يوغسلافيا لكرة القدم منذ 1984 وحتى عام 1991، وشارك معهم في 27 مباراة وسجل 17 هدف، ولعب مع منتخب مقدونيا لكرة القدم منذ عام 1993 وحتى عام 1995، وشارك معهم في 6 مباريات وسجل هدف واحد.

## روابط خارجية
- داركو بانكيف على موقع الاتحاد الدولي (مؤرشف)  (الإنجليزية)
- داركو بانكيف على موقع الاتحاد الأوربي (الإنجليزية)
- داركو بانكيف على موقع قاعدة بيانات كرة القدم.إي يو (الإنجليزية)
- داركو بانكيف على موقع بيانات كرة القدم. دي إي (الألمانية)
- داركو بانكيف على موقع ناشيونال فوتبول تيمز (الإنجليزية)
- داركو بانكيف على موقع Soccerbase.com (لاعب) (الإنجليزية)
- داركو بانكيف على موقع Soccerway.com (الإنجليزية)
- داركو بانكيف على موقع عالم كرة القدم.نت (الإنجليزية)